# Reuzendolkwesp
De reuzendolkwesp (Megascolia maculata) is een vliesvleugelig insect uit de familie van de dolkwespen (Scoliidae).

## Naamgeving
De wetenschappelijke naam van de soort is voor het eerst geldig gepubliceerd in 1773 door Dru Drury.

## Uiterlijke kenmerken
De wesp heeft een overwegend zwarte lichaamskleur met gele vlekken op het achterlijf en een gele tot soms oranje kop. Met een lengte van ongeveer 50 millimeter is dit de grootste wespensoort die in Europa voorkomt, meer bepaald in het Middellandse Zeegebied.